# Brezje (Gornja Stubica)
Brezje es una localidad de Croacia situada en el municipio de Gornja Stubica, en el condado de Krapina-Zagorje. Según el censo de 2021, tiene una población de 229 habitantes.